# 漁業信用基金協会
全国漁業信用基金協会（ぜんこくぎょぎょうしんようききんきょうかい）は、中小漁業融資保証法に基づき設立された法人で、主に中小漁業者等への融資に対する保証業務を行う。